# Victor Diaz de Filippi
Victor Diaz de Filippi, född 25 december 1976 i Chile, är en svensk politiker inom Sveriges kommunistiska parti. Han var partiordförande från 2009 till 2017, då han efterträddes av Andreas Sörensen .